# US Open 2014/Quaddoppel
Das Quaddoppel (Rollstuhl) der US Open 2014 war Teil der Rollstuhltenniswettbewerbe in New York City vom 4. bis zum 7. September.
Titelverteidiger waren David Wagner und Nick Taylor.

## Ergebnisse
Zeichenerklärung
- Q = Qualifikant
- WC = Wildcard
- LL = Lucky Loser
- ITF = qualifiziert über ITF-Ranking
- ALT = alternate (Ersatz)
- PR = Protected Ranking
- SE = Special Exempt
- r = retired (Aufgabe)
- d = Disqualifikation
- w.o. = walkover
- [ ] = Match-Tie-Break

|  | Finale |                                |   |   |  |
|  |        |                                |   |   |  |
|  | 1      | David Wagner Nick Taylor       | 6 | 7 |  |
|  | 2      | Andrew Lapthorne Lucas Sithole | 3 | 5 |  |
|  |        |                                |   |   |  |